# 片倉町 (八王子市)
片倉町（かたくらまち）は、東京都八王子市の地名。丁番を持たない単独町名であり、住居表示未実施区域。郵便番号は192-0914（八王子南郵便局管区）。
東京都指定文化財である室町時代に築城された片倉城の城跡があり、周辺は八王子市により片倉城跡公園として整備されている。園内では多摩丘陵の雑木林が保全され、カタクリの花などを見ることができる。

## 地理
八王子市の南部に位置する。国道16号が縦貫し、北部を京王高尾線と横浜線・湯殿川・兵衛川が流れている、東部には八王子バイパスが縦貫している。
東は北野台、打越町、西は兵衛、小比企町、西片倉、南は鑓水、町田市相原町、北は子安町、緑町と接している。

### 河川
- 湯殿川
- 兵衛川

### 地価
住宅地の地価は、2014年（平成26年）1月1日の公示地価によれば、片倉町700番4の地点で15万1000円/m2となっている。

## 歴史
八王子市に合併されるまでは由井村に属していた。合併の翌年に片倉町ができる。

### 沿革
- 室町時代 - 長井時広によって片倉城が築城される。
- 1878年（明治11年） - 片倉村ができる。
- 1889年（明治22年）4月1日 - 町村制施行に伴い、神奈川県南多摩郡小比企村、片倉村、宇津貫村、北野村、打越村、西長沼村が合併し由井村が成立する。
- 1893年（明治26年）4月1日 - 南多摩郡が、神奈川県から東京府に移管され、東京府南多摩郡由井村大字片倉となる。
- 1955年（昭和30年）4月1日 - 横山村、元八王子村、恩方村、川口村、加住村とともに八王子市へ編入される。由井村大字片倉は八王子市大字片倉となる。
- 1956年（昭和31年）10月1日 - 八王子市大字片倉が町名変更により八王子市片倉町となる。
- 1970年（昭和45年）- 八王子市のニュータウン開発計画により市街化調整区域であった斜面北側を宅地化、西側を東急不動産が「東急片倉台」、東側を西武不動産が「西武北野台」としてそれぞれ開発[8]。
- 1973年（昭和48年）- 東急片倉台団地で入居開始。
- 1985年（昭和60年）10月31日 - 町内を通過する八王子バイパスが開通。
- 1989年 (平成元年）10月1日 - 住居表示を実施。北野台3、4丁目に編入。
- 1995年 （平成5年）2月18日 - 住居表示を実施。北野台5丁目に編入。
- 1997年 （平成9年）2月1日 - 住居表示を実施。西片倉1～3丁目、みなみ野6丁目、兵衛1丁目に編入。
- 1998年 （平成10年）1月31日 - 住居表示を実施。みなみ野3丁目に編入、この日前日まで枝番号に平仮名やカタカナ表記された地区があった（片倉町○○番地ほ、ニ、ホ、ヘ) [9]。
- 2004年 （平成16年）1月31日 - 住居表示を実施。西片倉2丁目に編入。
- 2004年 （平成16年）12月4日 - 住居表示を実施。兵衛1丁目、西片倉1、2丁目に編入。

## 都市計画
令和2年時点において都市計画道路3･3･2号線建設事業で住居等の移転が進んでいる。

## 世帯数と人口
2017年（平成29年）12月31日現在の世帯数と人口は以下の通りである。
| 町丁   | 世帯数    | 人口     |
| ------ | --------- | -------- |
| 片倉町 | 5,778世帯 | 12,624人 |

## 小・中学校の学区
市立小・中学校に通う場合、学区は以下の通りとなる。
| 番地 | 小学校                   | 中学校                   | 通学許可校                                                                            |
| --- | ------------------------ | ------------------------ | ------------------------------------------------------------------------------------- |
| 2581〜2588番地 | 八王子市立みなみ野小学校 | 八王子市立みなみ野中学校 |                                                                                       |
| 2090〜2111番地、2135〜2145番地、2191〜2195番地 2292番地、2308番地、2498〜2503番地、2505番地 2508〜2568番地、2899番地7〜16 | 八王子市立みなみ野小学校 | 八王子市立みなみ野中学校 | 八王子市立由井第二小学校 八王子市立由井中学校 ※由井第二小卒業の場合は由井中に入学可能 |
| 1074番地132〜133、1077番地、1098番地2〜22 1099〜1100番地、1101番地1・3〜5・58〜59 1102〜1116番地、1221番地20・22〜25・32・56・67 1221番地72・75・78〜89・93〜96・98〜100 1235番地1・8〜19・27〜31・35〜40・43・45・51〜63 1240番地、1242〜1279番地、1296番地1〜3・5〜48 1296番地50〜102・124・217〜218・220〜223・225 1296番地228〜229・256〜259、1297番地 1313〜1323番地、1333〜1345番地1、1345番地2・4〜24 1346〜1403番地、1405〜1525番地、1530番地、1552番地 1553番地3〜7・10〜23・25〜35・43〜44・47・49〜50 1553番地52・54〜55・60〜66、1554〜1555番地 1561番地、1579〜1580番地、1582〜1590番地 1593〜1595番地、1598〜1610番地、1630番地4 1631〜1633番地                                                                                    | 八王子市立片倉台小学校   | 八王子市立中山中学校     |                                                                                       |
| 888番地、911番地、937番地、939番地20〜35・42・44〜45 939番地48〜51・53〜56・59〜69・71〜102・104〜106 939番地108〜116・119〜123・125〜126、982番地 1069番地、1072番地〜1074番地1〜131、1074番地134以降 1075〜1076番地、1078〜1097番地、1098番地1 1101番地2・6・9〜14・16・18〜40・44〜45・47〜54 1101番地61〜62、1119番地、1200番地、1203〜1220番地 1221番地4・7〜8・10〜11・13〜19・26〜28・30〜31 1221番地33〜34・37・40〜43・47〜48・52・54〜55 1221番地57〜60・62〜63・65・90〜92・97 1236〜1239番地、1553番地8〜9・36〜39・41〜42・59 1553番地70〜75、1556〜1560番地、1591〜1592番地 1596〜1597番地 | 八王子市立片倉台小学校   | 八王子市立由井中学校     |                                                                                       |
| 403〜451番地、465〜468番地、484番地2、485〜487番地 488番地2、489番地2〜3・5〜6、490番地2〜8、491番地 629番地3・5・7、632番地2、637〜666番地、667番地1 668番地1・4、669番地2〜3、671番地3、672〜680番地 682〜685番地、686番地2、687〜887番地、889〜910番地 912〜936番地、938番地、939番地2〜4・6〜19・36・132 940〜949番地、953番地1〜2、954番地2〜956番地2 965番地2〜4、976番地3、977番地1〜4、977番地8〜981番地 983番地〜1000番地2、1039番地5〜22、1070〜1071番地 1120〜1124番地、1404番地、1526〜1529番地 1531〜1551番地、1562〜1578番地、1581番地 1622〜1630番地1〜3・5、1634〜2089番地 2112〜2134番地、2146〜2190番地、2196〜2291番地 2293〜2307番地、2309〜2464番地、2472〜2497番地 2504番地、2506〜2507番地、2569〜2580番地 2589〜2599番地 | 八王子市立由井第二小学校 | 八王子市立由井中学校     |                                                                                       |
| 1150〜1199番地 | 八王子市立由井第二小学校 | 八王子市立由井中学校     | 八王子市立片倉台小学校                                                                |
| 395番地2・7〜9、2465〜2471番地 | 八王子市立由井第二小学校 | 八王子市立由井中学校     | 八王子市立由井第三小学校                                                              |
| 452〜464番地、469〜471番地、472番地2、473番地2 475〜476番地、477番地2〜3・5、482番地〜484番地1 488番地1、489番地1・4・7、490番地1、492〜496番地 498番地、499番地2、540〜541番地、543番地1〜2・4 543番地8〜9、608番地2 609番地2、619〜628番地 629番地1〜2・4・6・8〜19、630〜631番地、632番地1 633〜636番地、667番地2〜9、668番地2・3 669番地1・4、670番地、671番地1・2、681番地 686番地1・3 | 八王子市立由井第二小学校 | 八王子市立由井中学校     | 八王子市立第六小学校 八王子市立第三中学校 ※第六小卒業の場合は第三中に入学可能         |
| 1〜395番地5、497番地、3513番地、3517番地 | 八王子市立由井第三小学校 | 八王子市立由井中学校     | 八王子市立由井第二小学校                                                              |
| 472番地1、473番地1、474番地、477番地1・4 478〜481番地、499番地1、500〜539番地、542番地 543番地3・7・10〜12、544〜608番地、608番地1 609番地1、610〜618番地 | 八王子市立第六小学校     | 八王子市立由井中学校     |                                                                                       |
| 1229〜1232番地、1235番地6・64〜66・68〜69 1281〜1282番地、1296番地49・128〜129 1296番地212〜213・230〜231、1330〜1331番地 1345番地3 | 八王子市立高嶺小学校     | 八王子市立中山中学校     |                                                                                       |

## 交通

### 鉄道
- 京王電鉄
  - 京王高尾線 - 京王片倉駅
- JR東日本
  - 横浜線 - 片倉駅

京王片倉駅とJR片倉駅はやや離れており、徒歩連絡では10分程度かかる。乗換駅としては案内されていない。

### 路線バス
- 京王バス南 - 北野駅、八王子駅、八王子みなみ野駅への路線バスを運行。
  - 八65系統：八王子駅 - 北野駅 - 片倉台
  - 北05系統：北野駅 - 片倉台
  - 北10系統：北野駅 - 片倉台 - 西武北野台
  - 八69系統：八王子駅 - 北野駅 - 片倉高校前 - 八王子みなみ野駅
  - 北06系統：北野駅 - 片倉高校前 - 八王子みなみ野駅
- 神奈川中央交通 - 八王子駅、橋本駅への路線バスを運行。
  - 八77系統：八王子駅 - 片倉 - 片倉台 - 橋本駅

### 道路・橋梁
- 国道16号（東京環状・八王子街道）
- 八王子バイパス
- 片倉IC - 入口は横浜方面、出口は八王子・拝島方面のみのハーフICである。
- 東京都道173号上館日野線（北野街道）
- 時田大橋・風原橋・住吉橋・新山王橋（湯殿川）
- 兵衛橋・釜貫橋・藤谷戸橋（兵衛川）
- 片倉第一跨道橋・片倉第二跨道橋・片倉第三跨道橋（八王子バイパス）

## 施設

### 行政
- 由井事務所
- 由井市民センター

### 郵便局
- 片倉郵便局
- 片倉台郵便局

### 教育
- 小学校
  - 八王子市立片倉台小学校
  - 八王子市立由井第二小学校

- 中学校
  - 八王子市立由井中学校

- 高等学校
  - 東京都立片倉高等学校

- 専門学校
  - 日本工学院八王子専門学校

- 大学
  - 東京工科大学八王子キャンパス
  - 日本文化大学片倉キャンパス

### 商業・温浴施設
- シルクナードショップ片倉台
- スーパーカネマン片倉店
- フードワン片倉店
- 竜泉寺の湯 八王子みなみ野店（スーパー銭湯）

### 団地
- 東急片倉台団地

東急不動産が開発した戸建分譲地。八王子バイパスをはさんで北野台の西武北野台団地（西武不動産が開発）と隣接する。

### 史跡
- 片倉城跡[5]
  - 片倉城址公園[5]

### 公園
- 川久保公園
- 時田公園
- 來光寺公園
- 中土入公園
- 藤谷戸公園
- 藤見公園
- かまぬき公園
- こぶし公園
- はなみずき公園
- 車石公園
- 坂の上公園
- 片倉中央公園
- 片倉つどいの森公園

### 寺社
- 住吉神社（片倉城跡公園内）
- 大六天宮
- 斟珠寺
- 慈眼寺
- 松門寺